# Centrál Színház
A Centrál Színház a budapesti színházak egyike, amely a VI. kerületben a Révay utcában található.
1997-ben részben fővárosi fenntartású színházként alakult Vidám Színpad néven. A 2000-es évek elején teljesen fővárosi tulajdonba került miközben műfaji váltáson ment keresztül. Ezt követően 2008-ban kapta a Centrál Színház nevet, majd 2017 júliusától Puskás Tamás magánszínháza lett.

## Története

### Vidám Színpad
A Vidám Színpad 1997. január 1-jével a színházak között az elsők egyikeként alakult közhasznú társaság. Ennek 51 százalékban a fővárosi önkormányzat, 49 százalékban maga az igazgató volt a tulajdonosa.
A Fővárosi Közgyűlés által 1996 augusztusában megalapított Vidám Színpad Közhasznú Társaság ügyvezetésére 1996 szeptemberében a Tulajdonosi Bizottság – a Kulturális Bizottság véleményének kikérése mellett – pályázatot írt ki. Ennek tartalmaznia kellett az 1997 január elsejétől a teátrum ügyvezetői feladatkörét ellátó pályázó pontos üzleti tervét, figyelembe véve, hogy évente 220 előadás és 3 bemutató megtartása a kötelező. A tervek szerint a pályázat még arra is lehetőséget adott, hogy a direktor megszerezze akár a többségi tulajdont is, de a fővárosi önkormányzat így is megőrizheti befolyását, ha azonban a kinevezett igazgató nem kívánja a többségi tulajdonrészt megvásárolni, automatikusan a fővárosra száll át ez a jog. A korábban az épületben működött, de jogutód nélkül megszüntetett Vidám Színpad igazgatója, Bodrogi Gyula volt az egyetlen pályázó, és akit egyébként a kulturális bizottság és a pályázatot elbíráló kuratórium is támogatott. A megszüntetés költségeit, több mint tizenegymillió forintot, a főváros állta, s a későbbiekben évi negyvenhárommillió forinttal kívánta támogatni a színházat. Az új közhasznú társaság működését ellenőrző öttagú felügyelő-bizottság tagjai: Moór Marianna, Geberle Erzsébet, Kibédi Ervin, Komlós Aladár és Csúcs László voltak. Bodrogi Gyula ügyvezetői megbízatása 2000. május 31-ig szólt. A korábbi színház ingó és ingatlan vagyona a közszolgálati szerződés értelmében a kht. ingyenes szívességi használatába került, cserébe a társaság kötelezettsége volt gondoskodni azok karbantartásáról. Az ingó vagyontárgyak közül a díszletek és jelmezek az ötödik év végére a kht. tulajdonába kerültek, a többi ingóság és ingatlan a szerződés lejártával visszakerült a fővároshoz. A ház tehát továbbra is az önkormányzaté maradt, az abban történő változások és a haszon a tulajdonosi arányban oszlott el. A szerződéskötésekben azonban az igazgatónak szabad keze volt. Így, a Vidám Színpad gazdasági irányítója, Schmidtné dr. Holló Erzsébet, a főmérnöke Szojka Gyula és így további munkatársakkal újra-, míg a színészekkel már szerepre szerződött, néhányakkal pedig úgynevezett készenléti szerződést kötött. A Vidám Színpad Színházművészeti Közhasznú Társaság az 1998. október 8-án keltezett társasági szerződéssel alakult meg.
A színházban műfajában kabaré, kamaramusical, bohózat, vígjáték, esetleg varieté műsor is színre került, ha megfelelt a művészi és az anyagi feltételeknek.
2001-ben Bodrogi Gyula lemondott a színház vezetéséről az anyagi problémák miatt, tulajdonrészét a Fővárosi Közgyűlés 1,75 millió forintért (plusz a névértéket a KSH által hivatalosan közzétett infláció mértékével megtoldva) kivásárolta, mivel a fővárosi önkormányzat kulturális bizottsága biztonságosabbnak ítélte a Vidám Színpad jövőjét, ha ők a százszázalékos tulajdonosok. A válságkezelő vezető Bóka B. László színháztörténész, újságíró lett, aki nagy művészi és művészeti átalakításokba kezdett, illetve többek között a teátrum adósságállománya mellett nem tudta kifizetni a művészek járandóságait sem. Ekkor csupán két színész, Straub Dezső és Spindler Béla rendelkezett évadszerződéssel. Eközben, 2002-ben, a Fővárosi Önkormányzat és a Vidám Színpad Kht. által alapított Vidám Színpad örökös tagja kitüntető címet – ami a leírás alapján a legalább 15 esztendeje e teátrumban játszó, kiemelkedő teljesítményt nyújtó művészek kaphattak meg – az „Ezt is túléltük!” című, a Vidám Színpad fél évszázados évfordulójára készült előadás keretében Bodrogi Gyula kapta meg, művészi pályája és igazgatói tevékenysége elismeréséül. Mások már nem részesülhettek itt e címben, csak később, a már Böröndi Tamás és Straub Dezső vezette új Vidám Színpadtól.
Miután a kulturális kérdésekkel foglalkozó fővárosi képviselők 2003-ban kétszer is elutasították Bóka László üzleti tervét és menesztették, felkértek két művészt, Kalmár Tibort és Puskás Tamást a színház megmentésére vonatkozó koncepciójuk megírására és kiírtak egy pályázatot válságkezelő igazgatói megbízatásra. Az ellehetetlenült anyagi helyzetben lévő intézmény 2001-es 35 milliónyi adóssága addigra 82 és fél millió forintra nőtt.
2003 szeptemberétől Puskás Tamás vette át a Vidám Színpad vezetését és a színház újra új útra lépett. Megújította a társulatot, a repertoárt és a közönséget is. Már ekkor meg szerette volna venni, ám a főváros még nem adta el a színházat, így öt saját tulajdonjogú előadását – négy Shakespeare-t és Beaumarchais: Figaro házasságát, amiket eredetileg utazószínházi előadásokként, egy amerikai filmes gázsijából hozott létre – apportként vitte be a vállalkozásba. Néhány év alatt a művészszínházi irányt (melyben a Krétakör Színház előadási is helyet kaptak) hátrahagyva rátalált a saját hangjára a jól bevált Broadway-darabokkal. 2008-ban mindenkit elküldött, hogy teljesen új társulatot építhessen fel a továbblépéshez.

### Centrál Színház
2008 nyarán a Fővárosi Közgyűlés határozatai alapján a Vidám Színpad Kht. neve Centrál Színház megnevezésre módosult. A tulajdonos 2009. április 30-i hatállyal a Centrál Színházat nonprofit kft.-vé alakította. A 2010-es évek közepére a repertoáron a költséghatékony néhány fős, sztár-szereposztással színre kerülő darabok mellett nagyobb zenés produkciókkal, csökkenő fenntartói támogatás mellett csaknem megduplázta a közönséget, illetve megtriplázta a bevételt. A színházban megfordult többek között Bozsik Yvette, Haumann Péter, Rudolf Péter és Cserhalmi György is, a darabok többségét Puskás Tamás rendezi, és felesége, Básti Juli is szerepet kap számos előadásban.
Azért választottuk a Centrál Színház elnevezést, mert a – részben a teátrum múltjából – felmerült ötletek vagy foglaltak voltak, vagy nem tükrözték a koncepciónkat. Nem szerettünk volna egy nagy alkotó nevével jelölt intézmény sem lenni, mert egy idő után ezek az elnevezések megcsontosodnak. Senki sem gondol a Madách Színház hallatán Az ember tragédiájára vagy a Katona József Színház esetében a Bánk bánra […] színházunk az Operaház mellett, a város közepén található, és művészeti koncepciónkban sem járunk kitaposatlan, kísérleti utakon, de az olcsó szórakoztatásnak sem kívánunk hódolni, így két ponton is talál a Centrál Színház név. Azt hiszem, sikerült olyan elnevezésre akadnunk, amely pontosan fejezi ki mindazt, ami velünk kapcsolatos, és kedves lehet a kíváncsiak szemében is.
2014. június végén határozott a Fővárosi Közgyűlés a Centrál Színház magánosításáról, ami végül 2017. augusztus 14-étől került Puskás Tamás tulajdonába. 50 millió forintért jutott hozzá a színházat Centrál Színház Színházművészeti Nonprofit Kft.-hez, melyben az épület kivételével – amit 10 évre szóló bérleti szerződéssel kapott meg – benne foglaltatnak a színházi működéséhez szükséges nem beépített berendezések, színpadi jogok, díszletek és jelmezek. A takarékos és sikeres működés miatt olyan sok pénz volt a kft.-ben, hogy a Főváros a mellett döntött, hogy a pénz egy részét a színház felújításra használja el. A magánosítás után már nem kell támogatnia a színházat és nem az önkormányzatot terhelik az épület karbantartási költségei sem, ugyanakkor a bérleti díjat továbbra is beszedik.
Mint társulatos – repertoár színház, elsősorban a saját darabok és produkciók alkotják a műsorstruktúrát, aminek ezek mellett több befogadott előadás is része. Állandónak mondható az évadonkénti legalább 2–3 új bemutató megtartása. A nagyszínpadon magyar és külföldi, prózai és zenés-táncos, kortárs és klasszikus előadásokat egyaránt játszanak, melyeknél fontos szempont, hogy népszerűek, közönségvonzók legyenek, de igényesek és unikálisak is, míg az intim kisszínpadon kísérleti hangú, komorabb tónusú darabok is helyet kapnak.

## Igazgatói
- Bodrogi Gyula (1997–2001, Vidám Színpad)
- Bóka László (2002, Vidám Színpad)
- Puskás Tamás (2003–2008, Vidám Színpad / 2008–, Centrál Színház)

## Örökös tagság
Vidám Színpad örökös tagja
- Bodrogi Gyula (2002)[24]

Centrál Színház örökös tagja
- Verebély Iván (2012)[25]

## Művészek (2025/2026)
- Ágoston Katalin
- Alföldi Róbert
- Balla Eszter
- Balsai Móni
- Básti Juli
- Bertalan Ágnes
- Bodrogi Gyula
- Borbás Gabi
- Botos Éva
- Boronkay-Szalay Olimpia
- Cserna Antal
- Fehér Tibor
- Földes Eszter
- Gáspárfalvi Dorka
- Gats Éva
- Györgyi Anna
- Hermányi Mariann
- Horváth Lajos Ottó
- Jaskó Bálint
- Katona László
- Kaszás Gergő
- Kálloy Molnár Péter
- Kocsis Pál
- Kovács Patrícia
- László Zsolt
- Lengyel Tamás
- Liptai Claudia
- Lukács Ádám
- Magyar Attila
- Martinovics Dorina
- Mertz Tibor
- Mészáros András
- Mészáros Piroska
- Mucsi Zoltán
- Nagy-Kálózy Eszter
- Ódor Kristóf
- Pálfi Kata
- Papp János
- Puskás Dávid
- Puskás Samu
- Rada Bálint
- Rudolf Péter
- Sáfár-Kovács Zsolt
- Scherer Péter
- Schmied Zoltán
- Simon Kornél
- Stefanovics Angéla
- Stohl András
- Szabó Éva
- Szabó Győző
- Szabó Kimmel Tamás
- Szász Júlia
- Szécsi Bence
- Szinetár Dóra
- Tóth Mihály
- Trokán Nóra

## Az épület

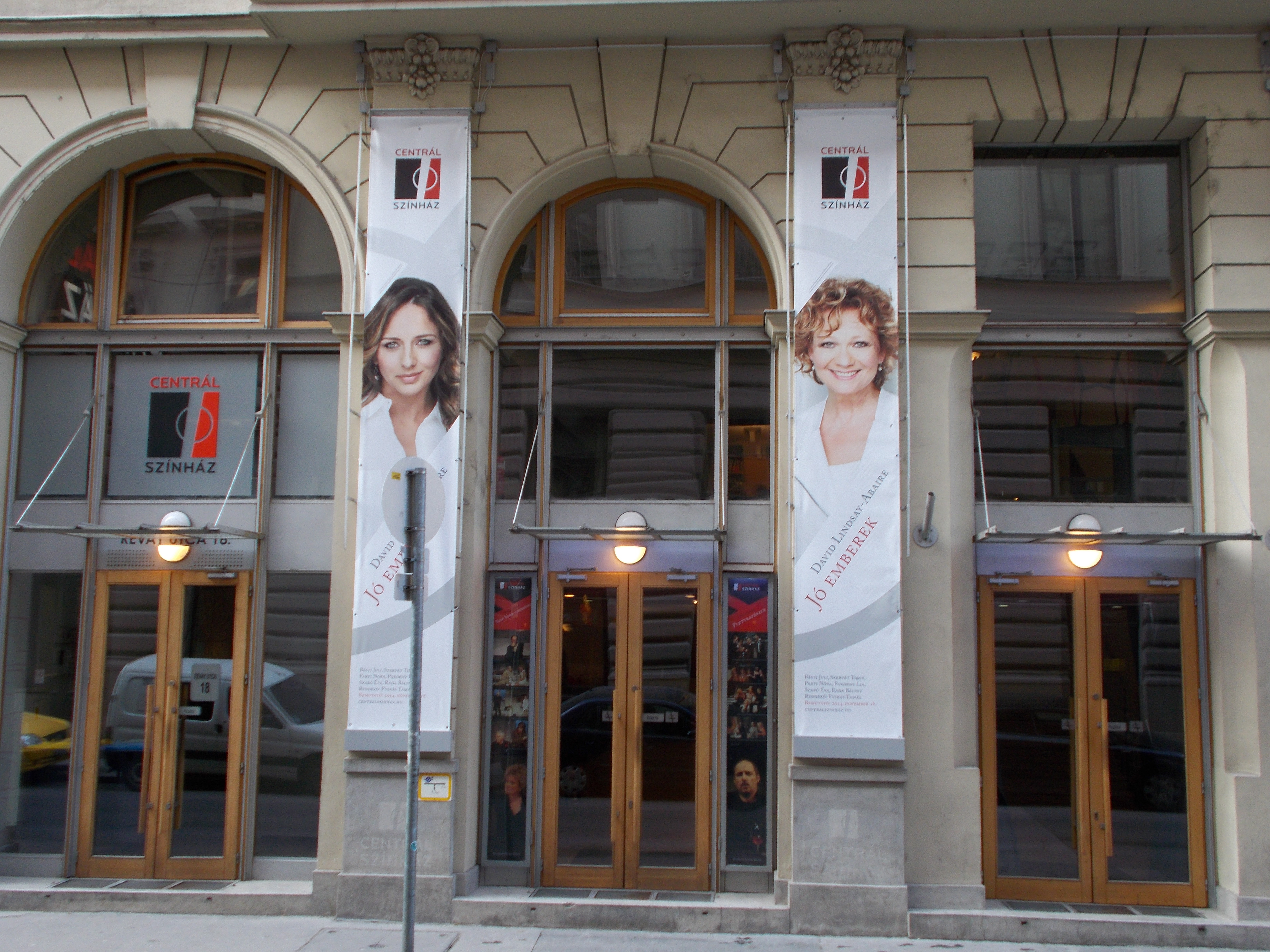
A színház bejárata a Révay utcában

Az eklektikus stílusban épített három emeletes bérház földszintje eredetileg is mulatónak épült – előcsarnoka azonban egy üvegtetővel fedett kerékpár- és sportcsarnok volt, ami csupán később vált a színház részévé. A helyiséget a berlini tanulmányútjáról hazatért fiatal építész, Upor Tibor, a későbbi neves díszlettervező építtette át kamarajellegű színház céljára az 1920-as évek végén. 1970-ben Siklós Mária felújítási tervei alapján alakítottak ki egy üzemi szárnyat – öltözőkkel, a gépházzal (klíma és lift) – és szétválasztották a színház előterét a bérház feljárati lépcsőházától. 1979 márciusában avatták az épületben a padlástérben a színház új, száz férőhelyes több részre osztott kamaraszínpadát, az addig máshol játszó Kis Színpad néven.
2004-ben Fernezelyi Gergely tervei alapján egy újabb felújítás következett. Ekkor átalakították a homlokzatot, így eggyel több bejárati ajtó készült, ami az eredeti állapothoz közelítette a bejárat képét. 2006-ban a színház klímaberendezése és a gázkazán került felújítása, majd ezt követte a nézőtér felújítása. Ekkortól összesen 427 ülőhely várja a nézőket, az addigiaknál szélesebb székekkel, mivel az emeleti erkélypáholyokat megszüntették és helyükön is széksorokat alakítottak ki.
2016-ban 170 millió forintból megújult a színház előtere – Benson Marcell építész, tervezőművész még 2012-ben a Centrál Színház és a Moholy-Nagy Művészeti Egyetem szervezésében megrendezett belsőépítészeti pályázaton elnyert munkája alapján –, öltözői és szervezői épülete is.